# 伊德里斯·萨阿迪
伊德里斯·萨阿迪（法語：Idriss Saadi，出生於1992年2月8日）是法國的職業足球運動員，司職前鋒，現效力於法乙球會巴斯蒂亞。

## 國際賽生涯
萨阿迪是法国前青年国脚。 2017年6月6日，他在1-0战胜几内亚的友谊赛中代表阿尔及利亚国家足球队首次亮相。

## 外部連結
- Idriss Saadi – 法國職業足球聯賽数据 – 支持法语（已存档）
- 伊德里斯·萨阿迪在《隊報》足球中的档案 （法文）